# Porte de Montreuil (metrostation)
Porte de Montreuil is een station van de metro in Parijs langs metrolijn 9 en tramlijn 3b, in het 20e arrondissement.

## Geschiedenis
Het station is op 10 december 1933 geopend, na de verlenging van metrolijn 9 van Richelieu - Drouot naar Porte de Montreuil. In 1937 werd lijn 9 verder verlengd naar Mairie de Montreuil.
Sinds 15 december 2012 is het station een halte van tramlijn 3b.

## Ligging

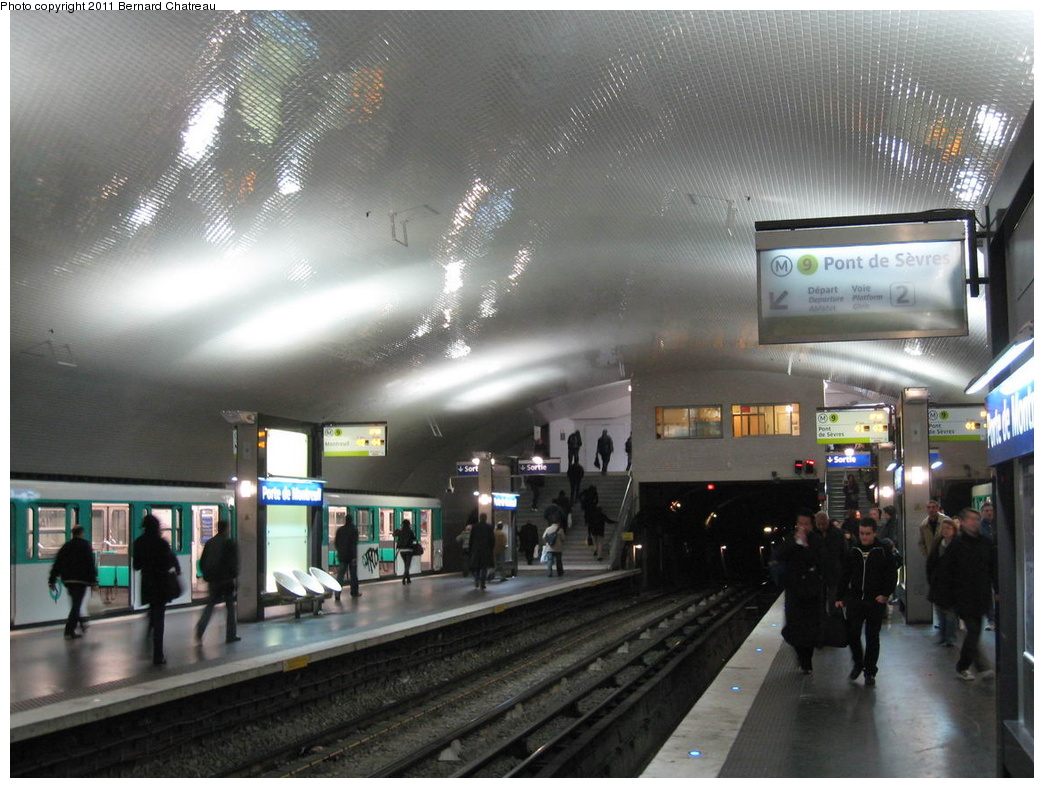
Vanwege zijn voormalige rol als eindpunt heeft het station vier perronsporen

### Metrostation
Het metrostation ligt onder de Avenue de la Porte de Montreuil, tussen de Boulevard Davout en de Peripherique.

### Tramhalte
De tramhalte ligt op de Boulevard Davout.

## Aansluitingen
- RATP-busnetwerk: vier lijnen

Pont de Sèvres · 
Billancourt · 
Marcel Sembat · 
Porte de Saint-Cloud · 
Exelmans · 
Michel-Ange - Molitor · 
Michel-Ange - Auteuil · 
Jasmin · 
Ranelagh · 
La Muette · 
Rue de la Pompe · 
Trocadéro · 
Iéna · 
Alma - Marceau · 
Franklin D. Roosevelt · 
Saint-Philippe du Roule · 
Miromesnil · 
Saint-Augustin · 
Havre - Caumartin · 
Chaussée d'Antin - La Fayette · 
Richelieu - Drouot · 
Grands Boulevards · 
Bonne Nouvelle · 
Strasbourg - Saint-Denis · 
République · 
Oberkampf · 
Saint-Ambroise · 
Voltaire · 
Charonne · 
Rue des Boulets · 
Nation · 
Buzenval · 
Maraîchers · 
Porte de Montreuil · 
Robespierre · 
Croix de Chavaux · 
Mairie de Montreuil